# Anti-Abspaltungsgesetz

Karte von Festlandchina (gelb) und Taiwan (grün)

Das Anti-Abspaltungsgesetz ist ein vom Parlament der Volksrepublik China (Nationaler Volkskongress) am 14. März 2005 beschlossenes Gesetz.

## Inhalt
Im Gesetz wird festgehalten, dass der Volkskongress auf „friedliche Weise die Wiedervereinigung des Vaterlandes“, also Festlandchinas mit der – aus der Sichtweise der Volksrepublik China – abtrünnigen Provinz Taiwan (Republik China auf Taiwan) anstrebt. Den Bewohnern Taiwans wird für die Zeit nach der Vereinigung – aus Sicht der VRC eine Wiedervereinigung – zugesagt, ein politisches System ausüben zu dürfen, das sich von jenem des Festlandes unterscheidet und auch ein „hohes Ausmaß an Autonomie“ umfasst. Artikel 6 beschreibt mehrere geplante Maßnahmen wie die Förderung der gegenseitigen Reisefreiheit, der wirtschaftlichen Zusammenarbeit, des Austauschs in Bereichen wie Bildung, Naturwissenschaft und Technik, Kultur, Gesundheitswesen sowie Kriminalitätsbekämpfung.
Während in Artikel 7 noch einmal festgehalten wird, dass eine „friedliche Wiedervereinigung durch Konsultationen und Verhandlungen auf gleichberechtigter Ebene“ angestrebt wird, hat Artikel 8 des Gesetzes die Drohung zum Inhalt, dass militärische Mittel zum Einsatz kommen können, sollte Taiwan weitere formelle Unabhängigkeitsbestrebungen unternehmen.

## Geschichte
Das Gesetz wurde fast einstimmig angenommen (von 2896 Delegierten enthielten sich lediglich zwei der Stimme) und ist ein Zeichen dafür, dass von Seiten der Volksrepublik China „separatistische“ Bewegungen, auch auf dem Festland, keinesfalls geduldet werden. Das Gesetz steht damit in der Tradition der Ein-China-Politik der Volksrepublik.